# Saint-Créac, Gers
 Saint-Créac  là một xã của tỉnh Gers, thuộc vùng Occitanie, tây nam nước Pháp.